# Покровка (Чебулинський округ)
Покро́вка (рос. Покровка) — присілок у складі Чебулинського округу Кемеровської області, Росія.

## Населення
Населення — 213 осіб (2010; 315 у 2002).
Національний склад (станом на 2002 рік):
- росіяни — 96 %